# Miranda Peaks
Die Miranda Peaks sind eine Gebirgskette aus sechs bis zu 500 m hohen Bergen im Osten der westantarktischen Alexander-I.-Insel. Sie verteilen sich entlang der Südflanke des Uranus-Gletschers in nord-südlicher Ausrichtung.
Luftaufnahmen des US-amerikanischen Polarforschers Lincoln Ellsworth vom 23. November 1935 dienten dem US-amerikanischen Kartographen W. L. G. Joerg der Kartierung. Das UK Antarctic Place-Names Committee benannte sie 1974 in Anlehnung an die Benennung des Uranus-Gletschers nach dem Uranusmond Miranda.